# 全国高校生自然環境サミット
全国高校生自然環境サミット（ぜんこくこうこうせいしぜんサミット）とは、日本の高等学校の生徒（高校生）による環境学習の行事の一つである。

## 概要
2000年から年1回開催されている。環境学習に取り組む高校生が集い、持ち回りで毎年ひとつの高校が主催校として企画運営をしていくものである。
そして、主催校は参加者（主催校と同様全国の環境を学習する高校の代表3名程度と、教師1名程度）にその土地での環境学習を体験してもらうことを目的として企画を作り上げていく。
環境をテーマとした科目を導入した高校の生徒が参加対象となる。

## 主催校
主催校は第1回から順に次のようになっている。
- 第1回(2000年):尾瀬(群馬県)
- 第2回(2001年):四万十(高知県)
- 第3回(2002年):屋久島(鹿児島県)
- 第4回(2003年):標茶(北海道)
- 第5回(2004年):唐津北(佐賀県)
- 第6回(2005年):尾瀬(群馬県)
- 第7回(2006年):柏陵(福岡県)
- 第8回(2007年):辺土名(沖縄県)
- 第9回(2008年):目黒学院(東京都)
- 第10回(2009年):四万十(高知県)
- 第11回(2010年):標茶(北海道)
- 第12回(2011年):尾瀬(群馬県)予定

歴代の開催地は尾瀬や屋久島など自然のイメージが強い土地で開催されていたが、福岡県で開催されたサミットでは都会を生かしたテーマを設定するなど、開催地が変わるたびにその土地独特のテーマを設定している。